# كارلوس دي كاسترو
كارلوس دي كاسترو (بالإسبانية: Carlos De Castro)‏ (19 أبريل 1979 بمونتفيدو في الأوروغواي - 16 فبراير 2015 في فنزويلا) هو لاعب كرة قدم أوروغواني في مركز الدفاع. لعب مع ميرامار ميشنس ونادي ديبورتيفو سان خوسي ونادي لوزيرن وThrasyvoulos F.C. ‏ وديبورتيس ميليبيلا وسيزار فاليجو ‏ وإستوديانتس دي ماردة ‏ وديبورتيفو بيتابا.

## وصلات خارجية
- كارلوس دي كاسترو على موقع قاعدة بيانات كرة القدم.إي يو (الإنجليزية)
- كارلوس دي كاسترو على موقع Soccerway.com (الإنجليزية)